# Gewone zoutloper
De gewone zoutloper of ertsloopkever (Pogonus chalceus) is een keversoort uit de familie van de loopkevers (Carabidae). De wetenschappelijke naam van de soort werd in 1802 gepubliceerd door Thomas Marsham. De soort is halobiont en is algemeen aan de kust op zeeklei, maar kan bij een hoog genoeg zoutgehalte ook inlands worden gevonden. Is polymorf en komt voor met zowel korte als lange vleugels afhankelijk van het waterregime wat het een geschikte soort maakt voor de studie van parallelle evolutie.